# Tojunto

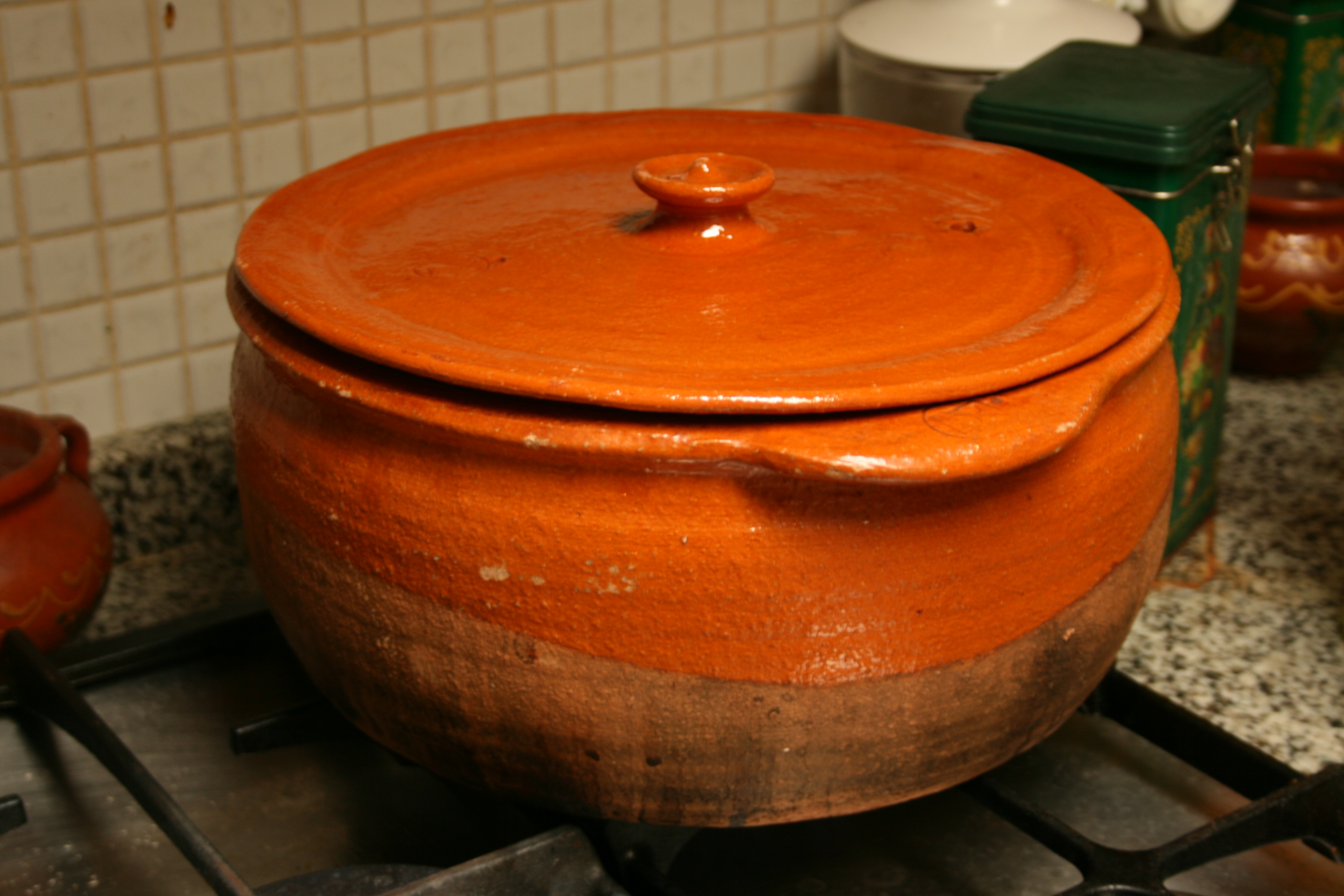
Olla de barro típica donde se guisa el tojunto.

El tojunto (procedente de todo junto) en algunas ocasiones se menciona como tocrúo (Tomelloso). Es un guiso típicamente manchego (sobre todo de la zona de Ciudad Real) cuyos ingredientes principales son una mezcla de componentes cárnicos (con carne de conejo o de vaca) y verduras. Es un guiso puramente campesino que se elabora en olla de barro, y que se sirve a los comensales caliente.

## Características
La preparación es simple y humilde, los elementos cárnicos suelen ser elegidos entre los que hubiera en la despensa de un campesino manchego. Las verduras intervinientes suelen ser cebollas, ajos, patatas, y demás ingredientes. Consiste en cocinar todos los ingredientes juntos en una olla de barro con aceite de oliva y en algunas ocasiones azafrán. A veces se aromatiza con pimienta, azafrán, o con hoja de laurel. Se rehoga primero la carne en una sartén antes de ponerse en la olla de barro. En dicha olla se cuece a fuego lento. Es por esta razón por la que en el refranero castellano se hace una clara indicación de como se sirve este plato: El tojunto se escribe junto y se guisa separado.[cita requerida] En la olla se suele mezclar todo el contenido con poca agua fría, procurando que durante el cocinado quede tan sólo una leve capa de caldo.